# Chilomys weksleri
Chilomys weksleri és una espècie de mamífer rosegador de la família dels cricètids. És endèmic dels Andes centrals de l'Equador, on viu a altituds d'entre 1.600 i 3.200 msnm. El seu hàbitat natural són els boscos montans. És l'espècie més petita del gènere Chilomys, amb una llargada de cap a gropa de 74-85 mm. El pelatge és marró al dors i gris al ventre. Fou anomenat en honor del biòleg brasiler Marcelo Weksler.